# جين مولر (معلقة رياضية)
جين مولر (بالإنجليزية: Jen Mueller)‏ هي معلقة رياضية أمريكية، ولدت في 1978.

## وصلات خارجية
- الموقع الرسمي